# Ingrandes-de-Touraine
Ingrandes-de-Touraine foi uma comuna francesa na região administrativa do Centro, no departamento Indre-et-Loire. Estendia-se por uma área de 9,48 km². Em 2010 a comuna tinha 501 habitantes (densidade: 52,8 hab./km²).
Em 1 de janeiro de 2017, passou a formar parte da nova comuna de Coteaux-sur-Loire.